# John Jacob Abel
John Jacob Abel (Cleveland, 19 de maig de 1857 – Baltimore, 26 de maig de 1938) va ser un bioquímic i farmacòleg nord-americà, les recerques del qual van suposar importants avanços en el camp de la farmacologia.
Es va graduar a la Universitat de Míchigan en 1883 com a expert en farmacologia i com a metge a la Universitat d'Estrasburg en 1888. Va ser professor de farmacologia des de 1893 fins a 1932 i director del laboratori de recerca endocrina a partir de 1932 a la Universitat Johns Hopkins.
És reconegut per haver aïllat l'epinefrina (adrenalina) en 1898 i després la insulina en forma cristal·lina. Una altra de les seves contribucions va ser la separació d'aminoàcids a partir de la sang.
Va ser també fundador (1909) i editor (1909–1932) del Journal of Pharmacology and Experimental Therapeutics.
Des de 1909 fins a 1932 va ser editor de la Revista de Farmacologia i Terapèutica Experimental, i a partir de 1932 va dirigir el Laboratori de Recerques Endocrines.

## Algunes publicacions
- Ueber den blutdruckerregenden Bestandteil der Nebenniere, das Epinephrin. En: Zeitschrift für physiologische Chemie 28, 1899: 318–362

- Some recent advances in our knowledge of the ductless gland. En: Bull. of the Johns Hopkins Hospital 38, 1926: 1–32